# 小团体
小团体（英語：Clique）又称小圈子、派阀、私党、初級群體、首屬群體、直接群體或基本群體，是一群指相互影响并志同道合（同志）、有相似兴趣爱好的、有合作特徵的伙伴们。美國社會學家庫利認為初級群體的最大意義就是對個體社會化起了的初始作用。其特徵主要是面對面互動，規模較小，個體扮演著多種角色，展現個性，有著不可替代的特殊關係，成員依靠活動或文化作聯繫。常見的初級群體最就是家庭、鄰里與同儕團體。